# 夷茱萸科
南茱萸科（学名：Griseliniaceae），也叫夷茱萸科只有一属——南茱萸属（学名：Griselinia，或称夷茱萸属）共7种，都是灌木或乔木，分布在南美洲和新西兰。
1981年的克朗奎斯特分类法将其列入山茱萸科，1998年根据基因亲缘关系分类的APG 分类法将本科单独列为一个新科，在伞形目下。
本科植物为常绿植物，叶背面颜色浅，花小，无花瓣；果实为小浆果。
新西兰品种
都是4-20米高的大灌木或乔木： 
- 滨南茱萸 G. littoralis - 叶为6-14厘米长；
- 南茱萸 G. lucida - 叶为12-18厘米长。

南美洲品种
都是1-5米高的小灌木：
- 钝叶南茱萸 G. carlomunozii - 生长在智利北方沿海；
- 刺叶南茱萸 G. jodinifolia - 生长在智利；
- 总序南茱萸 G. racemosa - 生长在智利南方以及临近的阿根廷西部；
- 镰叶南茱萸 G. ruscifolia - 生长在阿根廷、智利和巴西东南；
- 智利茱萸 G. scandens - 生长在智利中部和南部；